# 石排灣道

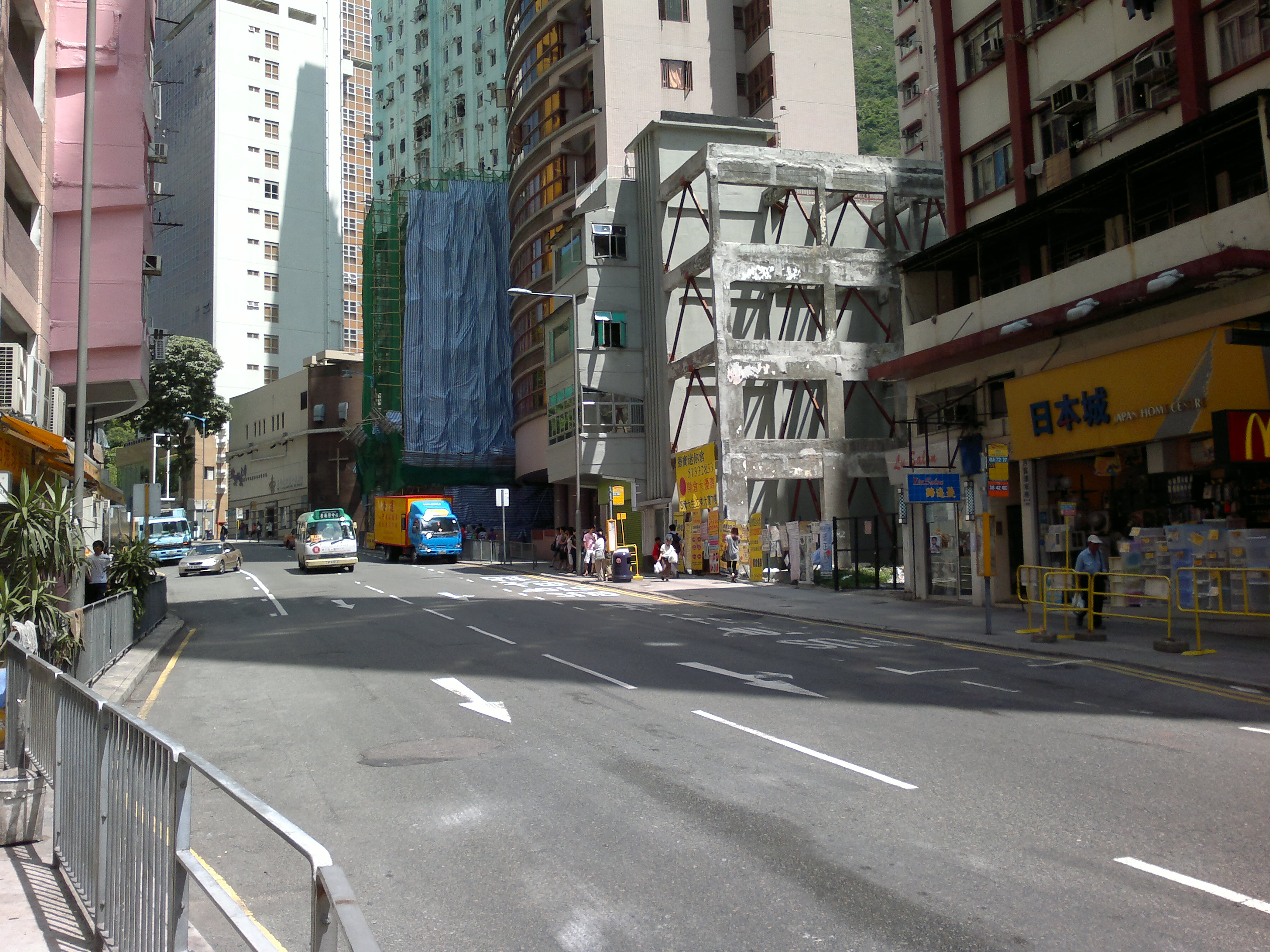
石排灣道近田灣街口

石排灣道（英語：Shek Pai Wan Road）是香港南區的一條主要道路，連接田灣及華富邨，為田灣區內的最主要道路。石排灣道東接香港仔海旁道，西接薄扶林道。全長1250米。值得留意的是，石排灣邨或者現時稱為石排灣的地點，並非位於石排灣道一帶，而是位於香港仔東部的半山位置。

## 歷史
石排灣道歷史上屬於群帶路的其中一段，早於香港開埠前便已存在。1846年，政府根據群帶路的基礎，修建連接維多利亞城至香港仔的道路，石排灣道即為道路的其中之一部份，屬於舊香島道的一部份。
1967年3月，一個刻有「群帶路」三字的花崗石里程碑在石排灣道被發現出土，現時該石碑收藏在香港歷史博物館內。
約於1985年，田灣一段香港仔海旁道通車後，田灣一段石排灣道由雙程行車改為單程東行行車。

## 鄰近設施
- 香港仔魚類批發市場
- 魚類統營處總部
- 香港仔華人永遠墳場
- 香港瑞思酒店
- 奧公館酒店石排灣

## 交匯道路
- 薄扶林道
- 華富道
- 香港仔海旁道
- 田灣山道
- 興和街
- 漁歌街
- 田灣街
- 香港仔海旁道